# Hubert Tibor
Hubert Tibor (Budapest, 1944. augusztus 29. –) tanár és festőművész.

## Életpályája
A Fazekas Mihály Gimnáziumban érettségizett, majd az ELTE Természettudományi Kar (ELTE-TTK) matematika-fizika szakát végezte el.
1969-től 2007-ig az iskola megszűnéséig a Kvassay Jenő Műszaki Szakközépiskolában tanított matematikát, fizikát, számítástechnikát, később informatikát, közben 1985-től 2000-ig nevelési igazgatóhelyettesként is dolgozott ott.
1972-ben kezdett informatikával foglalkozni, amit szakkörön azonnal át is adott tanítványainak. 1974-ben jelent meg az építőipari szakközépiskolák számára számítástechnikával foglalkozó tanterve, majd később tankönyve. Később sok informatika könyv, jegyzet bírálata, írása fűződik nevéhez. Tanulóival együtt irt informatika könyve 1995-ben az év informatika tankönyve lett.
1979-től 1989-ig matematikából és informatikából a főváros vezető tanára, majd 1993-tól az ELTE vezető tanára volt informatikából. 1983-1989 között az ELTE Tanárképző Főiskolai Karán (ELTE-TFK), 1989-től pedig az ELTE Természettudományi Karán (TTK), majd az ELTE Informatika Karán (IK) tanít informatika tantárgyakat.
Az 1980-as évektől nagyon sok tanár-továbbképzést tartott, átadva számítástechnikai oktatási tapasztalatait.
25 éven keresztül vezetett matematikai, számítástechnikai és kulturális táborokat Surányban (1980-2005). 1994-2007 között szervezője volt a Nemes Tihamér Országos Számítástechnikai Verseny budapesti fordulójának.
1984-től 2004-ig a BJMT Informatikai Bizottságának elnöke volt. Kutatói tevékenységet 1988-ban a MTA Matematikai Kutató Intézetben "Numerikus analízis tanítása, a számítógépek numerikus hibái" kutatási témából végzett.

## Kitüntetései
- Beke Manó matematika oktatásért díj (BJMT, 1981)
- Eötvös Loránd Fizikai Társulat eszköz kiállításán 3. díj (1983)
- Tarján-emlékérem (NJSZT, 1995)